# Crematory
A Crematory egy német goth metal és melodikus death metal (melodeath) együttes, mely 1991-ben alakult Mannheim városában.

## Története
A zenekar az 1990-es évek közepén vált ismertté, amikor a My Dying Bride, a Tiamat és a Atrocity együttesekkel együtt lépett fel. Az utolsó két csapathoz hasonlóan, a Crematory is a hagyományos death metallal kezdett, majd később az industrial és a goth metal stílusok is felbukkantak az albumain.
A Crematory felkerült az MTV Germany zenei tévéadó lejátszási listájára, és számos zenei fesztiválra kaptak meghívást, többek között a Germany's Wacken Open Air fesztiválra is (1996-ban, 1998-ban, 1999-ben, 2001-ben és 2008-ban).
A csapat az elmúlt 20 évben végig aktív volt, kivéve egy rövid szünetet 2001 és 2003 között, így Európában az egyik legrégebben fennálló csapatok közé tartozik a goth metal műfajban.

## Felállás

### Jelenlegi tagok
- Gerhard Stass - vokál (1991–jelenleg is)
- Matthias Hechler - gitár és vokál (1998–jelenleg is)
- Katrin Goger - billentyű (1992-jelenleg is)
- Harald Heine - basszusgitár (1993-jelenleg is)
- Markus Jüllich - dobok (1991-jelenleg is)

### Régebbi tagok
- Marc Zimmer - basszusgitár, vokál (1991–1993)
- Lothar "Lotte" Forst - gitár, vokál (1991–1998)

### Élő fellépések tagjai
- Heinz Steinhauser - basszus, vokál (1993)

## Diszkográfia

### Demó
- Crematory (1992)

### Stúdióalbum
- Transmigration (1993)
- …Just Dreaming (1994)
- Illusions (1995)
- Crematory (Das Deutsche Album) (1996)
- Awake (1997)
- Act Seven (1999)
- Believe (2000)
- Revolution (2004)
- Klagebilder (2006)
- Pray (2008)
- Das Deutsche Album (2009)
- Infinity (2010)[4]
- Antiserum (2014)
- Monument (2016)
- Oblivion (2018)
- Unbroken (2020)
- Inglorious Darkness (2022)
- Destination (2025)

### Live
- Live... At The Out Of The Dark Festivals (1997)
- Remind (2001)
- LiveRevolution (2005)

### Kislemez, EP
- Ist Es Wahr (1996)
- Fly (1999)
- Greed (2004)
- Shadowmaker (2013)

### Válogatás
- Early Years (1999)
- Remind (2001)
- Black Pearls (2010)

## Érdekességek
- a Crematory angol szó magyar jelentése: krematórium
- az egyik alapító tag Marc Zimmer basszusgitáros volt, aki 1992-ben azért hagyta el a csapatot, hogy a Mystic Circle együttesre koncentrálhasson
- Jüllich és Goger házastársak
- az együttes részt vett egy Metallica-emlékalbum létrehozásában, az A Tribute to the Four Horsemen albumra készítették el a híres metalegyüttes "One" című számának újragondolását

## Külső hivatkozások
- Hivatalos oldal
- Nemhivatalos oldal - Crematory Web Archiválva 2012. február 7-i dátummal a Wayback Machine-ben
- Allmusic biography